# 히젠오우라역
히젠오우라역(일본어: 肥前大浦駅)은 일본 사가현 후지쓰군 다라정에 있는 규슈 여객철도 나가사키 본선의 역이다. 섬식 승강장 1면 2선의 구조를 지닌 지상역이다.

## 이용 현황
| 연도   | 하루 평균 승차 인원 |
| ------ | ------------------- |
| 2005년 | 197명               |

## 역 주변
- 국도 제207호선
- 오우라 항
- 다라 정청 오우라 지소
- JA 사가 (사가 현 농업 협동조합) 오우라 지소

## 역사
- 1934년 12월 1일 : 철도성이 개설.
- 1987년 4월 1일 : 민영화에 의해, 규슈 여객철도로 이관.

## 인접 정차역
| 규슈 여객철도 나가사키 본선 | 규슈 여객철도 나가사키 본선 | 규슈 여객철도 나가사키 본선 |
| --------------------------- | --------------------------- | --------------------------- |
| 다라 도스 방면              |                             | 고나가이 나가사키 방면      |